# Estnische Zentrumspartei
Die Estnische Zentrumspartei (estnisch: Eesti Keskerakond) ist eine estnische Mitte-links-Partei mit sozialpopulistischen Elementen. Sie ist eine der wichtigsten Parteien Estlands. Zwischen November 2016 und Januar 2021 stellte sie mit Jüri Ratas den Ministerpräsidenten Estlands.

## Geschichte
Die Estnische Zentrumspartei wurde kurz nach Wiedererlangung der estnischen Unabhängigkeit am 12. Oktober 1991 in Tallinn gegründet. 1992 wurde die Parteizeitung Seitse Päeva („Sieben Tage“) ins Leben gerufen.

### Innenpolitik
Die Estnische Zentrumspartei ist eine der beständigsten und einflussreichsten Parteien Estlands. Sie war an drei der 15 seit 1992 regierenden Koalitionen beteiligt, unter anderem zwischen 2005 und 2007 zusammen mit der Reformpartei und der Estnischen Volksunion unter Ministerpräsident Andrus Ansip. In wichtigen Stadt- und Gemeinderegierungen ist die Zentrumspartei vertreten, u. a. hat sie im Stadtrat von Tallinn derzeit (2015) die absolute Mehrheit der Sitze inne. Sie ist mit über 9000 Mitgliedern (Stand: 2006) gemessen an der Mitgliederzahl die zweitgrößte Partei Estlands. Im Riigikogu, dem estnischen Parlament, ist sie seit einigen Jahren hinter der Estnische Reformpartei zweitstärkste Kraft. Bei der Wahl 2015 konnte die Zentrumspartei mit 24,8 % (+ 1,5 %) bzw. 27 von 101 Sitzen (+ 1 Sitz) ihre Position leicht verbessern. Sie verblieb zunächst in der Opposition.
Im Herbst 2016 trat der langjährige Parteivorsitzende Edgar Savisaar zurück und Jüri Ratas wurde am 5. November 2016 zu seinem Nachfolger gewählt. Kurz darauf zerbrach die Regierungskoalition des amtierenden Premiers Taavi Rõivas (Reformpartei). Rõivas Koalitionspartner, die Sozialdemokraten und die Konservativen (Vaterland) einigten sich mit der Zentrumspartei auf eine neue Regierungskoalition. Ratas wurde am 23. November 2016 zum neuen Premier ernannt und seine Regierung vereidigt.
Die Parlamentswahlen 2019 endeten mit leichten Verlusten für die Zentrumspartei, während die Reformpartei leicht hinzugewinnen konnten. Die bisherige Regierungskoalition verlor allerdings ihre Mehrheit im Riigikogu. Gespräche zwischen Reformpartei und Zentrumspartei über eine gemeinsame Regierungsbildung scheiterten. Letztlich einigten sich die Zentrumspartei, die konservative Volkspartei und die Vaterlandspartei auf eine Mitte-Rechts-Koalition. Das weiterhin unter Vorsitz von Ratas gebildete neue Kabinett wurde am 29. April 2019 vereidigt.

### Europa
Vor der Volksabstimmung über den EU-Beitritt Estlands rief der Parteitag von Rakvere (August 2003) mit relativer Mehrheit die Wähler der Zentrumspartei auf, gegen die EU-Mitgliedschaft des Landes zu stimmen. Der Parteivorsitzende Savisaar äußerte sich bewusst nicht eindeutig. Als eine Konsequenz dieser Positionierung traten die Vertreter des linksliberalen Flügels aus der Zentrumspartei aus und bildeten im Parlament (Riigikogu) die „Sozialliberale Gruppe“. Später traten die meisten Sozialliberalen in die Sozialdemokratische Partei ein.
Bei der Europawahl 2004 erhielt die Zentrumspartei einen von den damals sechs estnischen Sitzen. Siiri Oviir zog als Europaabgeordnete der Partei ins Europäische Parlament ein. Seit Mai 2004 gehörte die Estnische Zentrumspartei der ALDE im Europäischen Parlament an, nachdem frühere Anträge zweimal zurückgewiesen worden waren. Auch bei den folgenden Wahlen konnte die Partei mit verschiedenen Kandidaten Mandate erringen.
Nach der Europawahl 2024 trat der für EKRE gewählte Jaak Madison der Zentrumspartei bei, so dass die Partei aktuell mit zwei Abgeordneten im Europaparlament vertreten ist. Mitte September 2024 trat die Zentrumspartei aus der ALDE aus. Begründet wurde der Schritt damit, dass sich die Ansichten von Zentrumspartei und ALDE in den Bereichen Austerität, europäische Föderalisierung und Migrationspolitik auseinanderentwickelt haben.

## Positionen
Die Estnische Zentrumspartei gilt in der wirtschaftsliberal geprägten Gesellschaft Estlands als eine Mitte-links-Partei. Sie befürwortet die Einführung einer progressiven Einkommensteuer und betont die ausgleichende Rolle des Staates in der sozialen Marktwirtschaft. Die Partei ist zu einem Sammelbecken von Rentnern und Kleinverdienern geworden und auch für die russischsprachige Minderheit attraktiv. Die Partei ist zudem für populistische Aktionen bekannt. Die Estnische Evangelisch-Lutherische Kirche (EELK) gab ihren Mitgliedern zur Parlamentswahl 2019 eine Wahlempfehlung, der zufolge die Estnische Zentrumspartei am ehesten die Positionen der EELK widerspiegele.
Der Politikwissenschaftler Kai-Olaf Lang nennt KESK als Beispiel einer sozialpopulistischen Partei. Diese strebten eine Ausdehnung staatlicher Interventionen, Verlangsamung der Eigentumsumwandlung und eine stärker umverteilende Politik an, ohne jedoch die herrschende Wirtschafts- und Sozialordnung grundsätzlich in Frage zu stellen. Er zählt sie daher zur Gruppe der „weichen Populisten“. David Arter vergleicht sie hingegen mit den nordischen Agrarparteien, insbesondere mit der schwedischen Centerpartiet, die als unmittelbares Vorbild für die estnische Zentrumspartei gedient habe.
2004 schloss die Partei ein Kooperationsabkommen mit der russischen Regierungspartei Einiges Russland, das im März 2022 nach Beginn der russischen Invasion der Ukraine vonseiten der Zentrumspartei aufgekündigt wurde.

## Wahlergebnisse
| Jahr | Stimmen | Anteil | Mandate | Platz |
| ---- | ------- | ------ | ------- | ----- |
| 1992 | 56.124  | 12,2 % | 15/101  | 3.    |
| 1995 | 76.634  | 14,2 % | 16/101  | 2.    |
| 1999 | 113.378 | 23,4 % | 28/101  | 1.    |
| 2003 | 125.709 | 25,4 % | 28/101  | 1.    |
| 2007 | 143.518 | 26,1 % | 29/101  | 2.    |
| 2011 | 134.124 | 23,3 % | 26/101  | 2.    |
| 2015 | 142.442 | 24,8 % | 27/101  | 2.    |
| 2019 | 118.561 | 23,0 % | 26/101  | 2.    |
| 2023 | 93.254  | 15,3 % | 16/101  | 3.    |

| Jahr | Stimmen | Anteil | Mandate | Platz |
| ---- | ------- | ------ | ------- | ----- |
| 2004 | 40.704  | 17,5 % | 1/6     | 2.    |
| 2009 | 103.506 | 26,1 % | 2/6     | 1.    |
| 2014 | 73.419  | 22,4 % | 1/6     | 2.    |
| 2019 | 47.799  | 14,4 % | 1/7     | 2.    |
| 2024 | 45.758  | 12,4 % | 1/7     | 5.    |

## Vorsitzende
Zum Vorsitzenden der Partei wurde im November 2016 Jüri Ratas (* 1978) gewählt. Er löste den ehemaligen Ministerpräsidenten (1990–1992) und Tallinner Oberbürgermeister Edgar Savisaar (1950–2022) ab, der von der Parteigründung 1991 bis 2016 (mit kurzer Unterbrechung 1995/96 – s. dazu Andra Veidemann) das Amt des Parteivorsitzenden innehatte. Ratas selber wurde im September 2023 von Mihhail Kõlvart abgelöst.
Dem ehemaligen Parteivorsitzenden Savisaar, dem langjährigen Zugpferd der Partei, wurde von seinen Gegnern ein autoritärer Führungsstil vorgeworfen.